# J-Top
Albums de Jolin Tsai
J1 Live Concert
(2005) Dancing Diva
(2006)
Compilations par Jolin Tsai
Born To Be a Star
(2004) Final Wonderland
(2007)
J-Top est la troisième compilation de la chanteuse Jolin Tsai, sortie le 5 mai 2006 sous le label Sony BMG.

## Liste des titres
| 1.  | Wo Yao De Xuan Ze (我要的選擇, My Choice)                         | 4:33 |
| 2.  | Kan Wo 72 Bian (看我72變, Magic)                                  | 3:44 |
| 3.  | Shuo Ai Ni (說愛你, Say Love Me)                                  | 3:45 |
| 4.  | Jia Mian De Gao Bai (假面的告白, Fake Confess)                    | 4:06 |
| 5.  | Ai Qing San Shi Liu Ji (爱情三十六計, 36 Tricks of Love)          | 3:36 |
| 6.  | Jiu Shi Ai (就是愛, It's Love)                                    | 4:15 |
| 7.  | Ning Meng Cao De Wei Dao (檸檬草的味道, The Smell of Lemon Grass) | 4:29 |
| 8.  | Hai Dao (海盜, Pirates)                                           | 4:35 |
| 9.  | Du zhan shen hua (獨佔神話, Exclusive Myth)                       | 4:11 |
| 10. | Xiao Shi De Cheng Bao (消失的城堡, Disappearing Castle)           | 4:08 |
| 11. | Bao Mi Hua De Wei Dao (爆米花的味道, Smell of the Popcorn)        | 4:17 |

| 1.  | Yi Fu Zhan Xin Shu (衣服占心術, Clothing Astrology)                                 | 3:43 |
| 2.  | Ye Man You Xi (野蠻遊戲, J-Game)                                                    | 3:50 |
| 3.  | Xu Yuan Chi De Xi La Shao Nu (許願池的希臘少女, Greek Girl by the Wishing Fountain) | 3:11 |
| 4.  | Tian Kong (天空, Sky)                                                               | 4:38 |
| 5.  | Zhao Pai Dong Zuo (招牌動作, Signature Gesture)                                     | 3:12 |
| 6.  | Love Love Love                                                                      | 3:49 |
| 7.  | Fan Fu Ji Hao (反覆記號, Repeated Note)                                             | 4:24 |
| 8.  | Zheng Yi Zhi Yan Bi Yi Zhi Yan (睜一隻眼 閉一隻眼, Overlooking Purposely)           | 3:00 |
| 9.  | Bu La Ge Guang Chang (布拉格廣場, Prague Square)                                    | 4:52 |
| 10. | Dao Dai (倒帶, Rewind)                                                              | 4:24 |
| 11. | Qi Shi Jing Shen (騎士精神, The Spirit of Knight)                                   | 4:18 |
| 12. | J-Top Hits                                                                          | 6:03 |

| 1. | Wo Yao De Xuan Ze (我要的選擇, My Choice)                 |  |
| 2. | Zhao Pai Dong Zuo (招牌動作, Signature gesture)           |  |
| 3. | Dan Shen Gong Hai (單身公害, The Threat of Single Person) |  |
| 4. | Le Yuan (樂園, Paradise)                                  |  |
| 5. | Jolin 2002-2005 巔峰大事記影音全紀錄                      |  |